# Maurice Baigue
Ne doit pas être confondu avec Henri Baigue.
Maurice Baigue, né le 27 janvier 1870 à Besançon et mort le 21 janvier 1953 dans la même ville, est un médecin et homme politique reconnu Juste parmi les nations pour ses actes de résistance passive.

## Biographie
Fils du radical Henri Baigue, Maurice étudie la médecine et se lie d'amitié avec Édouard Droz et Georges Duhamel. Docteur en 1895,, et médecin-chef à la maternité Saint-Jacques,,, il est le fondateur d'une maison maternelle destinée aux « filles-mères » largement ostracisées,,. Il adhère à la franc-maçonnerie et s'engage résolument auprès des socialistes au sein du Parti radical puis de la SFIO,, portant deux causes en particulier : la question sociale dont celle du capital culturel et économique, ainsi que la perspective de paix dans un contexte de revanchisme et de préludes à la Première Guerre mondiale,,. Devenue une figure politique locale malgré un soutien populaire très modeste, il brigue sans succès la députation de la Première circonscription du Doubs en 1906 ; son père, alors maire de la ville et concurrent de son fils, choqué par cette candidature, démissionne de son poste,,. Avec Octave David et Auguste Jouchoux, il fonde le journal l'Œuvre sociale en 1922 où publie notamment Jean Minjoz. Maurice Baigue critique le pacifisme et considère dès 1937 qu'une « Résistance » est inévitable face aux velléités du IIIe Reich et de l'Italie fasciste,, n'hésitant pas à braver l'Occupation, ; il incite publiquement à ne pas assister aux évènements organisés par les nazis et collaborateurs,, apporte une aide aux salariés et entrepreneurs visés par les discriminations, proteste contre des arrestations, affiche un drapeau tricolore chaque 14 juillet à ses fenêtres, et demande aux autorités de pouvoir lui aussi afficher l'étoile jaune lors de son entrée en vigueur,,,,,,. Pour ces faits il est arrêté et emprisonné,,, manquant de peu d'être déporté,. Mais son action la plus mémorable reste le sauvetage d'enfants Juifs, à l'instar d'André Blum et sa famille qu'il cache des rafles et déportations,,,,,,. Terminant sa vie dans un dénuement presque total,, il est inhumé au cimetière des Chaprais. Pour l'ensemble de ses actes, il est reconnu Juste parmi les nations le 31 octobre 2010,,,,, une rue de Besançon lui étant également dédiée le 11 novembre 2010,,.